# HD 67364
HD 67364，又名CP-52 1376，SAO 235735、HR 3180，是一颗恒星，视星等为5.53，位于銀經267.42，銀緯-11.3，其B1900.0坐标为赤經8h 2m 28.2s，赤緯-52° -11.3′ 17″。